# Értékes rakomány
Az Értékes rakomány (eredeti cím: Precious Cargo) 2016-ban bemutatott kanadai akciófilm, melyet Max Adams rendezett, saját és Paul V. Seetachitt forgatókönyvéből. A főbb szerepekben Mark-Paul Gosselaar, Bruce Willis, Claire Forlani, John Brotherton, Lydia Hull és Daniel Bernhardt látható. A film fogadtatása rendkívül negatív volt; ezt tükrözi, hogy a Rotten Tomatoes című weboldalon 0% az értékelése.
A filmet a Lionsgate Premiere forgalmazásában 2016. április 22-én mutatták be.

## Rövid történet
Egy csapat bűnöző egy több millió dolláros zsákmányt készül ellopni, ám eközben egymásban sem bízhatnak.

## Szereplők
| Színész             | Szerep           | Magyar hang        |
| ------------------- | ---------------- | ------------------ |
| Mark-Paul Gosselaar | Jack             | Schmied Zoltán     |
| Bruce Willis        | Eddie Pilosa     | Dörner György      |
| Claire Forlani      | Karen            | Kisfalvi Krisztina |
| John Brotherton     | Nicholas         | Zámbori Soma       |
| Lydia Hull          | Jenna            | Urbán Andrea       |
| Daniel Bernhardt    | Simon            | Bordás János       |
| Scott Bryce         | Marco FBI-ügynök |                    |
| Jim Ford            | FBI SWAT sofőr   |                    |
| Ashley Kirk         | Zoe              |                    |
| Tyler Jon Olson     | Lucas            | Fehér Péter        |
| Jenna B. Kelly      | Logan            | Andrusko Marcella  |